# Interkontinentální pohár FIFA 2024
Interkontinentální pohár FIFA 2024 byl 1. ročník turnaje. Vítězem se stal španělský Real Madrid, který ve finále porazil mexickou Pachucu. Turnaj se konal 22. září až 18. prosince 2024. Turnaj se hraje tradičním formátem využívaným na předchozích Mistrovství světa ve fotbale klubů.
Nejlepší střelec byl Soufiane Rahimi s dvěma góly.

## Stadiony
| Spojené arabské emiráty  | Egypt                        | Katar            | Katar                 |
| Al Ain                   | Káhira                       | Dauhá            | Lusail                |
| ------------------------ | ---------------------------- | ---------------- | --------------------- |
| Stadion Hazza bin Zayeda | Mezinárodní stadion v Káhiře | Stadium 974      | Lusail Iconic Stadium |
| Kapacita: 25 053         | Kapacita: 75 000             | Kapacita: 44 089 | Kapacita: 88 966      |
|                          |                              |                  |                       |
| Al Ain                   | Káhira                       | Dauhá            | Lusail                |

## Kvalifikované týmy
| Klub          | Konfederace | Kvalifikace                        | Kolo    |
| ------------- | ----------- | ---------------------------------- | ------- |
| Real Madrid   | UEFA        | Liga mistrů UEFA 2023/2024 – vítěz | finále  |
| Al-Ahly       | CAF         | Liga mistrů CAF 2023/2024 – vítěz  | 2. kolo |
| Pachuca       | CONCACAF    | Pohár mistrů CONCACAF 2024 – vítěz | 2. kolo |
| Botafogo      | CONMEBOL    | Copa Libertadores 2024 – vítěz     | 2. kolo |
| Al Ain        | AFC         | Liga mistrů AFC 2023/2024 – vítěz  | 1. kolo |
| Auckland City | OFC         | Liga mistrů OFC 2024 – vítěz       | 1. kolo |

## Zápasy

### První kolo

#### Africko-Asijsko-Oceánský pohár
| 22. září 2024 20:00                                               |     |                     |                                                                           |
| Al Ain                                                            | 6:2 | Auckland City       | Stadion Hazza bin Zayeda Al Ain diváci: 13 826 rozhodčí: Mustapha Ghorbal |
| Cardoso 6' Gassama 11' Palacios 45+1' Rahimi 78' 90+4' Kaku 90+2' |     | Lagos 43' Bevan 54' | Stadion Hazza bin Zayeda Al Ain diváci: 13 826 rozhodčí: Mustapha Ghorbal |

### Druhé kolo

#### Africko-Asijsko-Oceánský pohár
| 29. října 2024 20:00                      |     |        |                                                                               |
| Al-Ahly                                   | 3:0 | Al Ain | Mezinárodní stadion v Káhiře Káhira diváci: 51 602 rozhodčí: Halil Umut Meler |
| Abú Alí 32' Ashour 55' Magdy 90+2' (pen.) |     |        | Mezinárodní stadion v Káhiře Káhira diváci: 51 602 rozhodčí: Halil Umut Meler |

### Americké derby
| 11. prosince 2024 20:00 |     |                                   |                                                           |
| Botafogo                | 0:3 | Pachuca                           | Stadium 974 Dauhá diváci: 12 257 rozhodčí: Danny Makkelie |
|                         |     | Idrissi 50' Deossa 66' Rondón 80' | Stadium 974 Dauhá diváci: 12 257 rozhodčí: Danny Makkelie |

### Play-off

#### Challenger Cup
| 14. prosince 2024 20:00 |     |         |                                                            |
| Pachuca                 | 0:0 | Al-Ahly | Stadium 974 Dauhá diváci: 38 841 rozhodčí: Alírezá Faghání |
|                         |     |         | Stadium 974 Dauhá diváci: 38 841 rozhodčí: Alírezá Faghání |

|                                                           |     | Penaltový rozstřel                                       |  |
| Rondón Bastón Cabral Idrissi Deossa Montiel Rodríguez Gil | 6:5 | Magdy Rabia Attia Kahraba Kamal El Solia Tau Abdelfattah |  |

### Finále
| 18. prosince 2024 20:00                    |     |         |                                                                        |
| Real Madrid                                | 3:0 | Pachuca | Lusail Iconic Stadium Lusail diváci: 67 249 rozhodčí: Jesús Valenzuela |
| Mbappé 37' Rodrygo 53' Vinícius 84' (pen.) |     |         | Lusail Iconic Stadium Lusail diváci: 67 249 rozhodčí: Jesús Valenzuela |

## Střelci
| # | Jméno               | Klub          | Góly |
| - | ------------------- | ------------- | ---- |
| 1 | Soufiane Rahimi     | Al Ain        | 2    |
| 2 | Wessam Abú Alí      | Al-Ahly       | 1    |
| 2 | Emam Ashour         | Al-Ahly       | 1    |
| 2 | Myer Bevan          | Auckland City | 1    |
| 2 | Fábio Cardoso       | Al Ain        | 1    |
| 2 | Nelson Deossa       | Pachuca       | 1    |
| 2 | Sékou Gassama       | Al Ain        | 1    |
| 2 | Ussama Idrissi      | Pachuca       | 1    |
| 2 | Kaku                | Al Ain        | 1    |
| 2 | Jerson Lagos        | Auckland City | 1    |
| 2 | Mohamed Magdy       | Al-Ahly       | 1    |
| 2 | Kylian Mbappé       | Real Madrid   | 1    |
| 2 | Matías Palacios     | Al Ain        | 1    |
| 2 | Rodrygo             | Real Madrid   | 1    |
| 2 | José Salomón Rondón | Pachuca       | 1    |
| 2 | Vinícius Júnior     | Real Madrid   | 1    |

## Ocenění
Ceny pro nejlepší hráče turnaje:
| Zlatý míč Adidas pro nejlepšího hráče turnaje | Stříbrný míč Adidas              | Bronzový míč Adidas      |
| --------------------------------------------- | -------------------------------- | ------------------------ |
| Vinícius Júnior ( Real Madrid)                | Federico Valverde ( Real Madrid) | Elías Montiel ( Pachuca) |